# 준동사
준동사(準動詞, nonfinite verb)는 동사의 형태가 바뀌어 다른 품사의 기능을 하는 것이다

## 언어별 준동사

### 영어
영어의 준동사에는 to 부정사, 동명사, 분사가 있다. 준동사도 동사로 만든 것이기 때문에 주어를 가질 수 있고, 그 주어를 '의미상의 주어'라고 한다.
동사의 특성이있지만 동사는 아니다.
| to 부정사 | for+목적격 또는 of+목적격 |
| 동명사    | 목적격                    |
| 분사      | 주격                      |

## 같이 보기
- 정동사